# 今枝易良
今枝 易良（いまえだ やすよし）は、江戸時代後期の武士。加賀国加賀藩家老今枝内記家第9代。

## 家系
今枝内記家家は豊臣秀次家臣を経て前田利長に仕えた今枝重直を初代とし、2代直恒、3代近義、4代直方は藩主世子の守役を務め、代々家老。禄高1万4000石。姓は豊臣姓。家紋は四ツ俵。明治33年（1900年）子孫の今枝直規が華族に列し、男爵に叙された。
他国との婚姻を禁止する前田家では例外的に、岡山藩池田家家老日置家と縁組を重ねることを許されている。

## 略歴
寛政2年（1790年）加賀藩家老、今枝易直の次男として生まれる。
文政4年（1822年）12月、兄直寛が死去し、その嫡男直應がまだ幼いため末期養子として家督と禄高1万4000石を相続した。
文政5年（1823年）8月、定火消役となる。天保11年（1840年）10月、家老職となり度々江戸に下向した。
文久3年（1862年）2月、隠居して家督を養子の直應に譲る。藩より隠居料として700石が与えられた。3月、宗軒と改名。
明治4年（1871年）5月、死去。享年82。

## 人物
父易直が召し抱えた儒学者金子鶴村に教えを受けた。